# Jana Nagyová (ur. 1970)
Jana Nagyová (ur. 26 września 1970 w Koszycach) – czeska polityczka, menedżer, ekonomistka i działaczka samorządowa, posłanka do Parlamentu Europejskiego X kadencji.

## Życiorys
Pochodzi ze Słowacji. Ukończyła ekonomię na wydziale zarządzania w Koszycach wchodzącym w skład Uniwersytetu Ekonomicznego w Bratysławie. Doktoryzowała się na Uniwersytecie Pardubickim. Specjalizowała się w kwestiach związanych z integracją europejską, pracowała w różnych firmach, zajmując się pozyskiwaniem unijnych dotacji. Weszła w skład ministerialnej komisji opracowującej kwestie dodawania biokomponentu do oleju napędowego. Później została zatrudniona w koncernie Agrofert kontrolowanym przez Andreja Babiša. Była doradczynią do spraw dotacji. W latach 2014–2015 pełniła funkcję doradczyni Andreja Babiša, który sprawował wówczas urząd ministra finansów. Wraz z nim została objęta postępowaniem karnym dotyczącym nieprawidłowości przy dotacji z 2017 w sprawie znanej jako „kauza Čapí hnízdo” (Jana Nagyová wchodziła w skład organów spółki Farma Čapí hnízdo); oboje dwukrotnie zostali uniewinnieni (pierwszy wyrok został uchylony, drugi również został zaskarżony przez prokuratora).
Zaangażowała się także w działalność polityczną w ramach ugrupowania ANO 2011. W 2014 została radną Igławy, w latach 2016–2018 zajmowała stanowisko zastępczyni burmistrza. W wyborach w 2024 uzyskała mandat deputowanej do Parlamentu Europejskiego X kadencji. W tym samym roku wybrano ją też na radną kraju Wysoczyna.